# Erlon
Erlon är en kommun i departementet Aisne i regionen Hauts-de-France i norra Frankrike. Kommunen ligger  i kantonen Marle som ligger i arrondissementet Laon. År 2022 hade Erlon 284 invånare.

## Befolkningsutveckling
Antalet invånare i kommunen Erlon
Referens: INSEE